# Guldynka
Guldynka – rodzaj długiej myśliwskiej broni palnej używanej w XVII-XVIII wieku. 
Świadectwa literackie wskazują, że była bronią gwintowaną. Od innych broni myśliwskich miała różnić się większym kalibrem, będąc przeznaczona na zwierzynę grubą – w odróżnieniu od małokalibrowych np. „ptaszniczek”, przeznaczonych do polowań na ptaki. Jakub Haur w XVII wieku uważał ją za broń stosowaną do polowania na dziki. Jednakże w innych źródłach określana jest jako „licha strzelba myśliwska” albo „podlejszego gatunku.
Według Zygmunta Glogera, powołującego się na domniemania Jana Karłowicza, nazwa tej strzelby mogła pochodzić od kurlandzkiego miasta Goldingen (obecnie Kuldyga na Łotwie).